# Гелена Богушевська
Геле́на Богуше́вська (пол. Helena Boguszewska; 18 жовтня 1886, Варшава — 11 листопада 1978, там само) — польська письменниця й громадська діячка.

## Життєпис
Народилася 18 жовтня 1886 року в місті Варшаві.
У 1933 році спільно з Єжи Корнацьким заснувала літературну групу лівого спрямування «Передмістя». До неї належали письменники Зоф'я Налковська, Владислав Ковальський, Густав Морцінек, Сидор Рей, Галіна Крахельська. Поряд із варшавським існував львівський відділок. До нього належали Галина Гурська, Анна і Єжи Ковальські, Ян Бжоза, Влодзімєж Ямпольський. Керувала групою до 1937 року.
Друкуватися почала від 1928 року. Найціннішим у творчості Богушевської є антинацистський прозовий цикл «Полонез» (1936—1939). Твори «Залізна завіса» (1949), «Чорна курка» (1952) присвячені соціалістичному будівництву в Польщі. E повісті «Ліс» (1955) відображена боротьба поляків з німецькими окупантами. Деякі твори написані Богушевською у співавторстві з її чоловіком Єжи Корнацьким.
У 1938 році кінорежисери Олександр Форд та Єжи Зажицький, за мотивами роману Г. Богушевської та Є. Корнацького «Вісла», зняли художню стрічку «Люди Вісли».

## Твори
- 1934 — «Все життя Сабіни», «Діти нізвідки», «За зеленим валом».
- 1935 — «Ідуть вози з цеглою», «Вісла».
- 1936—1939 — цикл романів «Полонез».
- «Дануся».
- 1956 — «Сестра з Вісли».
- 1958 — «Марія Ельзелія».

## Видання
- Богушевська Г. Дануся // Сучасні польські оповідання; переклад на укр. — Київ, 1951.
- Богушевская Е., Корнацкий Е. Избранное // перевод с польськ. — Москва, 1953.